# Sanguirana sanguinea
Sanguirana sanguinea är en groddjursart som först beskrevs av Oskar Boettger 1893.  Sanguirana sanguinea ingår i släktet Sanguirana och familjen egentliga grodor. IUCN kategoriserar arten globalt som livskraftig. Inga underarter finns listade i Catalogue of Life.